# Monsters Vol. 8
Monsters Vol. 8 – dziesiąte wydawnictwo z serii Monsters producenta muzycznego Figure'a, wydane 13 października 2017 roku przez DOOM Music.

## Lista utworów
1. "The Werewolf Returns" – 4:10
2. "The Ring" – 3:50
3. "Hell House" – 3:52
4. "The Spider" (Figure & TenGraphs) – 4:44
5. "Eve of Terror" (Interlude) – 4:17
6. "The Fog" – 4:15
7. "The Twilight Zone" (feat. Hatch) – 5:07
8. "Maniac" (Figure and Dmise) – 4:13
9. "Reverse Bear Trap" (feat. Effin) – 2:59
10. "Phantasm" – 4:54
11. "Man or Monster" (Outro) – 4:01